# Олов'яшкино
Олов'яшкино (рос. Оловяшкино) — присілок в Островському районі Псковської області Російської Федерації.
Населення становить 45 осіб. Входить до складу муніципального утворення Островська волость.

## Історія
Від 2015 року входить до складу муніципального утворення Островська волость.

## Населення
| 2001 | 2002 | 2010 |
| ---- | ---- | ---- |
| 59   | ↗61  | ↘45  |